# Айс Арена Вольфсбург
Айс Арена Вольфсбург (нім. Eis Arena Wolfsburg) — льодова арена в Аллерпарку у Вольфсбурзі, де з сезону 2006/07 років проводять свої домашні матчі клуб DEL «Грізлі Вольфсбург» — до 2015 року EHC «Grizzly Adams Wolfsburg» — і команди головного клубу EHC Grizzly Adams Wolfsburg 1992 eV.

## Історія
23 листопада 2005 року міська рада Вольфсбурга прийняла рішення про реконструкцію льодової ковзанки «Айспаласт», яка була відкрита в 1983 році й раніше служила домашньою ареною для клубу, на наступний сезон для того, щоб відповідати вимогам DEL.
1 вересня 2006 року нова арена, яка тепер відповідала 9000-бальним вимогам DEL до стадіонів, була завершена після приблизно 5 місяців ремонтних робіт. 13 вересня 2006 року ковзанка, тепер відома як «Айс-Арена», була офіційно відкрита лазерним шоу в присутності мера Вольфсбурга Рольфа Шнеллеке. Окрім ігор і тренувань «Грізлі Адамс» та їх головного клубу «ЕХК Вольфсбург», арена також відкрита для публіки для катання на ковзанах і проведення інших заходів, таких як льодові дискотеки.
До 2014 року інвестором та оператором арени була компанія Stadtwerke Wolfsburg AG, але з 2015 року арена перебуває у безпосередній власності міста. Льодове покриття має розмір 60 м × 30 м. Загальна місткість арени становить 4503 місця, з яких 2700 сидячих і 1500 стоячих місць доступні для глядачів. Арена також має VIP зону площею 300 м², яка розрахована на 300 глядачів.
З листопада 2007 року по 2013 рік «Фольксбанк Брауншвейг Вольфсбург» взяв на себе спонсорство арени, яка в цей час називалася «Фольксбанк БраВо Айс Арена» («Volksbank BraWo Eis Arena»).

## Галерея

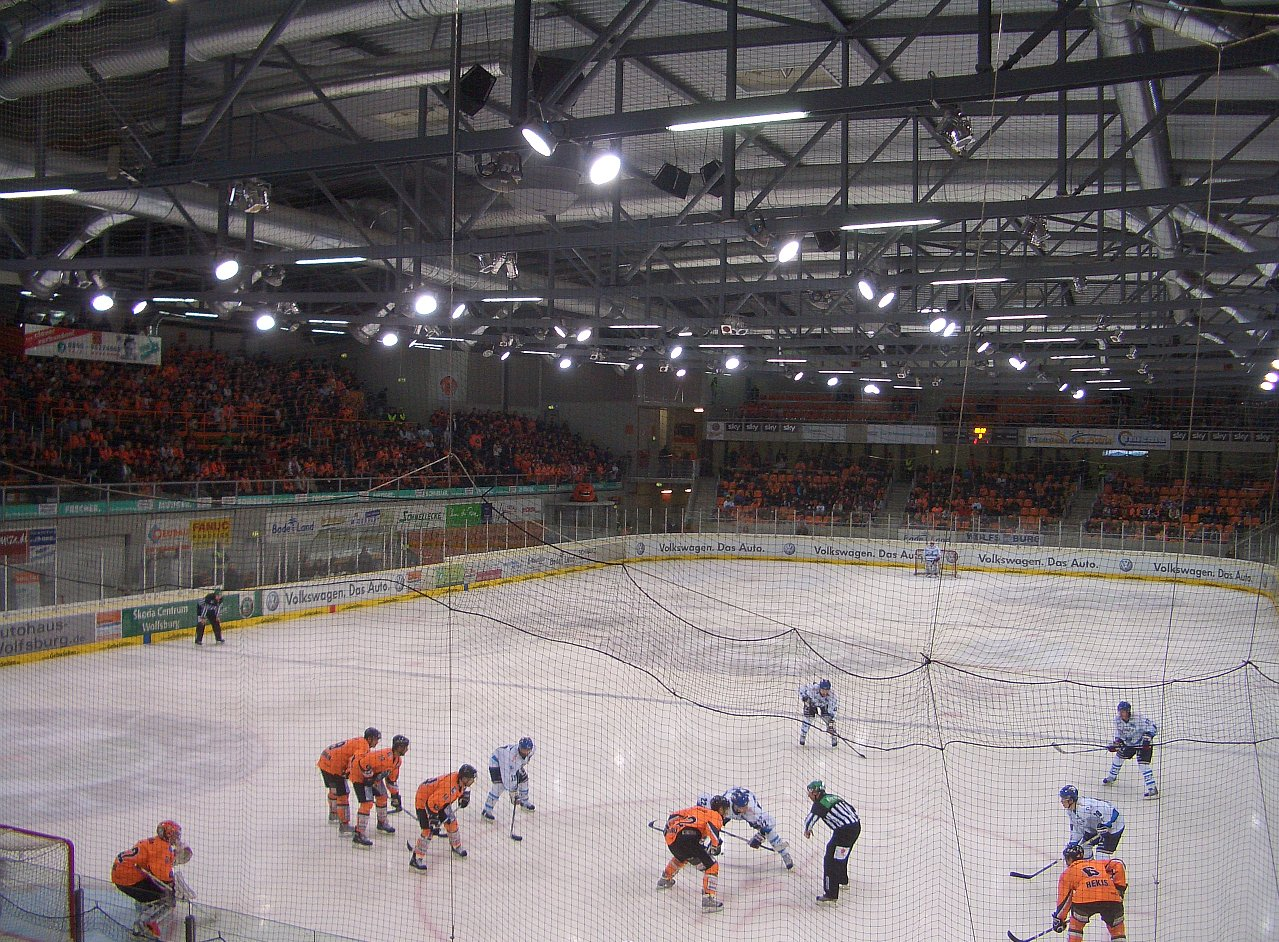
Інтер'єр льодової арени в листопаді 2009 року
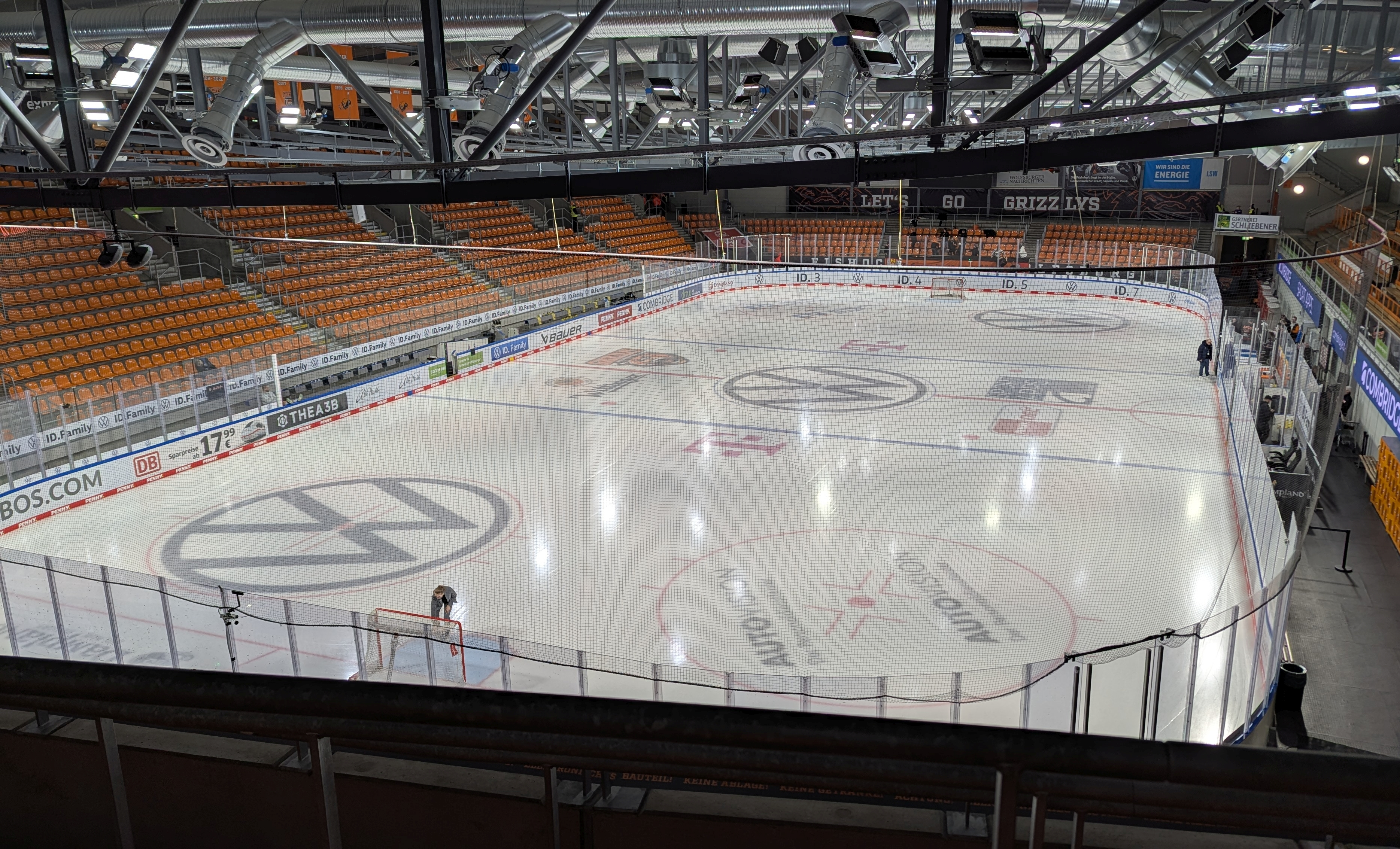
Інтер'єр грудень 2024